# Wilhelm Adolf Miltenberger
Wilhelm Adolf (bzw. Wilhelm Adolph) Miltenberger auch Miltenberg (* 26. Dezember 1714 in Siegen; † 8. Dezember 1784 in Darmstadt) war ein hessen-darmstädtischer Wirklicher Geheimer Rat und Regierungsdirektor der Landgrafschaft Hessen-Darmstadt im Rang eines Staatsministers.

## Leben und Wirken
Miltenberger entstammte einer Juristenfamilie, welche sich auf den kaiserlichen Reichsvogt der Reichsstadt Schweinfurt, Paulus Miltenberger (1619–1694) zurückführt. Er wurde in Siegen als Sohn des fürstlich nassauischen Kammerdirektors, Regierungs- sowie Konsistorialrats Johann Lorenz Miltenberger (1673–1726) und der Apothekertochter Elisabeth Trainer (1691–nach 1732) geboren.
1733 an der hessischen Landesuniversität Ludoviciana in Gießen für das Studium der Rechtswissenschaften immatrikuliert wurde Wilhelm Adolf Miltenberger anschließend zum fürstlich hessen-darmstädtischen Amtmann des Amtes Lichtenberg bestellt. Dazu wirkte er als Advocatus Fisci. Nachfolgend avancierte Miltenberger zum Wirklichen Geheimen Rat im insgesamt fünfköpfigen Geheimen Ratskollegium und fungierte als Direktor der hessen-darmstädtischen Staatsregierung, womit er hierarchisch direkt nach dem Kanzler Friedrich Karl von Moser gesetzt erscheint. Er hatte dazu den Rang eines Staatsministers mit dem Titel Excellens inne.
Staatsminister Wilhelm Adolf Miltenberger zählte zu jenem Zirkel, der bei Landgraf Ludwig IX. gegen Kanzler Moser intrigierte.
Miltenbergers Kinder aus seiner Ehe mit Marie Elisabeth Schade (1721–1786), einer Tochter des Regierungsrats Johann Georg Schade wurden in Lichtenberg im Odenwald geboren. Sein Sohn, der hessen-darmstädtische Kammerrat und Landschreiber Franz Wilhelm (1747–1800), gehörte zu den Jugendfreunden um Johann Wolfgang von Goethe.
Zu seinen Nachkommen zählte der Geometer und Bürgermeister von Roßdorf Georg Wilhelm Justin Wagner aus der mit nahezu allen bedeutenden Gelehrtenfamilien Hessens verwandten Theologenfamilie Wagner. Außerdem ist Wilhelm Adolf Miltenberger der Schwager des Theologen und Professors Johann Philipp Fresenius gewesen.
Miltenbergers Schwiegersohn Ludwig Benjamin Ouvrier widmete ihm, Andreas Peter von Hesse und Jakob Christian Klipstein als Mitgliedern des Geheimen Ratskollegiums sein 1781 erschienenes Werk Geschichte der Religionen, nebst ihren Gründen und Gegengründen.